# Ekholm (vid Medelby, Houtskär)
Ekholm är en ö i Finland. Den ligger i Skärgårdshavet och i kommunen Pargas i den ekonomiska regionen  Åboland i landskapet Egentliga Finland, i den sydvästra delen av landet. Ön ligger omkring 58 kilometer sydväst om Åbo och omkring 200 kilometer väster om Helsingfors.
Öns area är 10,9 hektar och dess största längd är 0,6 kilometer i nord-sydlig riktning.